# Paratropes mexicana
Paratropes mexicana är en kackerlacksart som beskrevs av Brunner von Wattenwyl 1865. Paratropes mexicana ingår i släktet Paratropes och familjen småkackerlackor. Inga underarter finns listade i Catalogue of Life.